# ويليام كيلي (سياسي)
ويليام كيلي (بالإنجليزية: William Kelly)‏ هو سياسي أمريكي، ولد في 4 فبراير 1807 بنيويورك في الولايات المتحدة، وتوفي في 14 يناير 1872 في المملكة المتحدة. حزبياً، نشط في الحزب الديمقراطي. وقد انتخب عضو مجلس ولاية نيويورك.